# António Veloso
António Augusto Silva Veloso (* 31. Januar 1957 in São João da Madeira) ist ein ehemaliger portugiesischer Fußballspieler. Der rechte Verteidiger, spielte den Großteil seiner Karriere bei Benfica Lissabon, wo er seit der Saison 1980/81 bis 1994/95 tätig war. Von 1988 bis 1995 war António Veloso Kapitän seiner Mannschaft.
Zudem spielte er auch für die portugiesische Fußballnationalmannschaft, wo er auch bei der Fußball-Europameisterschaft zum Einsatz kam.
Sein Sohn Miguel Veloso, der ebenfalls Fußballprofi ist, stand beim Lissaboner Erzrivalen Sporting unter Vertrag.

## Erfolge
- Portugiesischer Meister (7): 1980/81, 1982/83, 1983/84, 1986/87, 1988/89, 1990/91, 1993/94
- Portugiesischer Pokalsieger (6): 1981, 1983, 1985, 1986, 1987, 1993
- Portugiesischer Supercupsieger (1): 1989